# Brian Donlevy
Waldo Brian Donlevy (ur. 9 lutego 1901 w Cleveland, zm. 5 kwietnia 1972 w Los Angeles) – amerykański aktor, nominowany do Oscara dla najlepszego aktora drugoplanowego za rolę sadystycznego sierżanta Markoffa w filmie Braterstwo krwi (1939).
8 lutego 1960 otrzymał własną gwiazdę w Alei Gwiazd w Los Angeles znajdującą się przy 1551 Vine Street.

## Życiorys
Urodził się w Cleveland w stanie Ohio. Jego rodzicami byli Rebecca (z domu Parks) i Thomas Donlevy, irlandzcy emigranci pochodzący z Portadown w Irlandii Północnej, w hrabstwie Armagh. Gdzieś pomiędzy 1910 a 1912 rokiem rodzina przeniosła się do Sheboygan Falls w Wisconsin, gdzie ojciec pracował jako przełożony w Brickner Woolen Mills.
W 1924 debiutował na Broadwayu w roli kaprala Gowdy’ego w sztuce Jaka cena chwały.

## Filmografia
- 1937: W starym Chicago jako Gil Warren
- 1939: Braterstwo krwi jako sierżant Markoff
- 1939: Jesse James jako Barshee
- 1939: Union Pacific jako Sid Campeau
- 1939: Destry znowu w siodle jako Kent
- 1940: Wielki McGinty jako Dan McGinty
- 1941: Birth of the Blues jako Memphis
- 1943: Kaci także umierają jako dr Franticek Svoboda / Karel Vanek
- 1945: Duffy’s Tavern jako Brian Donlevy
- 1947: Pocałunek śmierci jako asystent D.A. Louis D’Angelo
- 1948: Decyzja na komendę jako generał Clifton I. Garnet
- 1949: Impact jako Walter Williams
- 1955: Wielki kartel jako Joe McClure
- 1955: Zemsta kosmosu jako profesor Bernard Quatermass
- 1957: Quatermass II jako prof. Bernard Quatermass
- 1958: Kowboj jako doktor Bender – pomocnik na szlaku
- 1959: Tak niewielu jako generał Sloan
- 1962: Gołąb, który ocalił Rzym jako pułkownik Sherman Harrington